# 底格里斯河座
底格里斯河座（拉丁语：Tigris）是一个已经被废除的星座。它是由荷兰天文学家皮特鲁斯·普兰修斯在1612年（或1613年）创建。它的起点位于现在的蛇夫座肩膀，流经狐狸座、天鹅座和天鹰座，终点位于飞马座附近。后来约翰·波得出版的星图被没有接受这个星座，底格里斯河座迅速被遗忘。